# Josep Plantada i Artigas
Josep Plantada i Artigas   (Barcelona, 7 de juny de 1879 - Barcelona, 24 de maig de 1943) fou un arquitecte català.

## Biografia
Fill de Josep Plantada i Forés (1845-1913), agrimensor i mestre d'obres, natural de Barcelona, i de Joaquima Artigas i Ramoneda, també de Barcelona. Es va llicenciar a l'Escola d'Arquitectura de Barcelona l'any 1902. El 1904 començà a treballar a l'Ajuntament de Barcelona com a ajudant de l'Oficina Facultativa d'Urbanització i Obres. El 1907 passà a ser cap de Divisió de la mateixa Oficina. I el 1927 esdevingé cap interí dels Serveis d'Higiene, Sanitat i Assistència. És d'aquesta època que sempre se l'ha considerat l'autor del projecte de l'Hospital del Mar. El 1932 fou nomenat cap del Servei d'Edificis d'Higiene i Sanitat. Després de la Guerra Civil espanyola, l'any 1940 fou destituït del seu càrrec i passà a jubilació forçosa. El juliol del 1943 se li concedí pensió de viduïtat a la seva muller Encarnació de Gràcia i Casas.
El 1911 fou guardonat amb un premi al concurs anual d'edificis artístics de l'Ajuntament de Barcelona amb el Cine Ideal.
Plantada també va ser president els anys 1930-1931 de la Federació Catalana de Futbol i president del Club Esportiu Júpiter i directiu del FC Barcelona durant la presidència d'Arcadi Balaguer i Costa.

## Obres

### Barcelona
| Any     | Nom              | Ubicació                                 | Descripció | Estat      | Foto                      |
| ------- | ---------------- | ---------------------------------------- | ---------- | ---------- | ------------------------- |
| 1904    | Casa Queraltó    | Rambla de Catalunya, 88                  |            | Correcte   | Balcó de la Casa Queraltó |
| 1911    | Cine Ideal       | Gran Via de les Corts Catalanes, 605-607 |            | Enderrocat |                           |
| c. 1924 | Hospital del Mar | Passeig Marítim de Barcelona             |            | Correcte   | Hospital del Mar          |

### Vilassar de Mar
| Any     | Nom          | Ubicació                 | Descripció                                                            | Estat    | Foto         |
| ------- | ------------ | ------------------------ | --------------------------------------------------------------------- | -------- | ------------ |
| c. 1925 | Can Plantada | Cristòfol Colom, 152-156 | Xalet de planta baixa, pis i golfes amb teulada de ceràmica vidriada. | Correcte | Can Plantada |